# So Red the Rose
So Red the Rose is een dramafilm uit 1935 onder regie van King Vidor. De film is gebaseerd op het gelijknamige boek van Stark Young. Bij de Nederlandse release werd de film destijds onder de titels Helden der vrijheid, De bloem van het zuiden, Bloeiende rozen en Bloedende rozen uitgebracht.

## Verhaal
De film speelt zich af op een plantage in Mississippi in 1861. Valette Bedford wordt verliefd op haar neef Duncan en doet er alles aan hem te verleiden. Hij houdt zijn hoofd hoog en doet alsof hij geen interesse heeft. Om hem jaloers te maken doet ze alsof ze een oogje heeft op Archie Pendleton, een vriend van haar broer Edward.
Wanneer Archie een huwelijksaanzoek doet, weet Valette niet wat haar overkomt. Ze geeft geen antwoord, maar Archie gaat ervan uit dat ze op hem zal wachten. Hij moet namelijk het leger in om mee te vechten in de Amerikaanse Burgeroorlog. De mannen van de familie Bedford overwegen ook het leger in te gaan. Edward peinst een lange tijd, en besluit ook mee te vechten als het nieuws komt dat Archie is gesneuveld. Duncan weigert echter het leger in te gaan, omdat veel van de tegenstanders werkelijk zijn vrienden zijn.
Valette denkt echter dat Duncans uitleg een excuus is en noemt hem een lafaard. Ondertussen is moeder Sally ervan overtuigd dat haar Edward is doodgegaan op het slagveld. Samen met Duncan en haar zwarte slaaf vertrekt ze om zijn lichaam terug te vinden. Valette biedt haar excuses aan en vertelt Duncan dat ze van hem houdt. Vlak na zijn vertrek komen de slaven van de familie Bedford in opstand. Nadat vader Malcolm na verwondingen van de oorlog om het leven komt, besluit Sally alle slaven vrij te laten.
Nadat vele familieleden om het leven zijn gekomen, zijn Valette, Sally, Sally's zoon Middleton en nicht Mary nog de enige inwoners van het huis. Ze worden bijgestaan door William, totdat soldaten hun huis binnenvallen. Valette krijgt medelijden met een van de gewonde soldaten en biedt hem een schuilplaats aan. Ze is verrast wanneer deze soldaat bijna gedood wordt door Duncan. Duncan was ooit een pacifist, maar besluit Valette te helpen met het verzorgen van de soldaat. Ze worden echter door de soldaten uit huis gegooid, dat hierna in brand wordt gestoken. Hoewel ze veel te verduren hebben gehad, worden Valette en Duncan uiteindelijk op elkaar verliefd.

## Rolverdeling
| Acteur              | Personage         |
| ------------------- | ----------------- |
| Margaret Sullavan   | Valette Bedford   |
| Walter Connolly     | Malcolm Bedford   |
| Randolph Scott      | Duncan Bedford    |
| Janet Beecher       | Sally Bedford     |
| Elizabeth Patterson | Mary Cherry       |
| Robert Cummings     | George Pendleton  |
| Harry Ellerbe       | Edward Bedford    |
| Dickie Moore        | Middleton Bedford |